# シャンベリー・サヴォワ・スタジアム
シャンベリー・サヴォワ・スタジアム（フランス語: Chambéry Savoie Stadium）は、フランス南東部サヴォワ県のシャンベリー市にある市営スタジアムで、ラグビーユニオンとサッカーなどで使用される。

## 概要
出典
人工芝を使用。
座席数は5,285席で、立ち見席で1,500人がさらに収容できる。
シャンベリー市が所有し、ラグビーユニオンのクラブチーム SO Chambéry（Stade Olympique Chambérien Rugby、スタッド・オリンピック・シャンベリアン・ラグビー） の本拠地。ラグビーやサッカーの試合や、様々なイベントで使用される。
結婚式や会議などが行えるレセプション施設を併設。雨水を貯留するための施設もある。

## 歴史
市営競技場（Le stade municipal）の老朽化に伴い、2019年に新しい市営スタジアム建設計画がスタート。2020年1月から旧スタジアムを解体し、2021年3月から着工。
2023年6月21日から7月2日まで、スタジアム名称の住民投票が行われ、8,921票のうち最多33%に支持された「シャンベリー・サヴォワ・スタジアム（Chambéry Savoie Stadium）」に決まった。シャンベリーが市名で、サヴォワは県名。
2023年9月29日にオープンし、SO ChambéryとUSブレッサンヌ（US bressane）によるラグビーの試合が行われ、地元SO Chambéryが33-17で勝利した。
2024年11月16日、初めてのラグビー国際試合（テストマッチ）となる 日本対ウルグアイ戦、トンガ対アメリカ合衆国戦を、ダブルヘッダーで行う。